# Gustav Schädler
Gustav Schädler, né le 18 novembre 1883 à Triesenberg et décédé le 19 juin 1961 à Vaduz, est un homme d'État liechtensteinois, membre du Parti populaire chrétien-social et chef du gouvernement du Liechtenstein de juin 1922 à juin 1928.